# Shannonomyia subumbra
Shannonomyia subumbra är en tvåvingeart som beskrevs av Alexander 1980. Shannonomyia subumbra ingår i släktet Shannonomyia och familjen småharkrankar.
Artens utbredningsområde är Ecuador. Inga underarter finns listade i Catalogue of Life.